# Vérac
Vérac é uma comuna francesa na região administrativa da Nova Aquitânia, no departamento da Gironda. Estende-se por uma área de 8,63 km². Em 2010 a comuna tinha 945 habitantes (densidade: 109,5 hab./km²).